# Xã Sherman, Quận Montgomery, Iowa
Xã Sherman (tiếng Anh: Sherman Township) là một xã thuộc quận Montgomery, tiểu bang Iowa, Hoa Kỳ. Năm 2010, dân số của xã này là 554 người.